# 洛特爾薩克塔
洛特爾薩克塔是位於克羅地亞首都薩格勒布的一座建築，其歷史可以追溯至13世紀。洛特爾薩克塔內有一個大砲，是薩格勒布的標誌之一。